# X 2700
Ne doit pas être confondu avec X 2720 ou X 2770.
Les X 2700 ou RGP 2 sont des rames automotrices bimoteur (d'où le « 2 ») composées de deux véhicules accouplés (une motrice et une remorque pilote).
Les vingt unités de la série, commandées en 1950, sont mises en service en 1954 et 1955. Si elles donnent entière satisfaction pendant les premières années en réalisant des parcours de plusieurs centaines de kilomètres et en offrant aux passagers un confort jusque là inconnu, elles sont assez vite supplantées par les RGP 1, plus puissantes, plus rapides et encore plus confortables. Les rames sont progressivement affectées à des services moins « nobles » et les dernières d'entre elles cessent tout service commercial en 1986.

## Conservation
Deux motrices n'assurant plus de circulation commerciale, aménagées, modifiées et attelées en permanence, composent une rame d'auscultations et de contrôles des voies, en service jusqu'en 2010. Par ailleurs, trois rames seront préservées par des associations de sauvegarde du patrimoine ferroviaire.

## Genèse de la série
À la fin des années 1940, le parc de la SNCF affecté aux relations rapides et confortables sur de longues distances et sur des lignes non électrifiées repose sur un parc d'autorails hétéroclite, composé notamment des Renault ABV et VH doubles, des autorails Bugatti et des TAR, dont certains ont été durement éprouvés pendant la Seconde Guerre mondiale. À défaut d'autorails, ces dessertes sont encore largement assurées par des trains à vapeur dont les coûts d'exploitation deviennent prohibitifs.
Pour remédier à cette situation, la SNCF commande en 1950 vingt rames composées d'une motrice construite par De Dietrich à Reichshoffen et d'une remorque-pilote fabriquée par Brissonneau et Lotz à Creil. Les motrices sont équipées de deux moteurs Renault placés aux extrémités, sur le modèle des X 2400 ; un nouveau moteur, le SACM MGO V12 de 825 ch, beaucoup plus puissant, est en cours de développement mais la SNCF préfère, pour cette première série, s'en tenir à des solutions techniques éprouvées,.
La fabrication prenant du retard, ce n'est que le 7 avril 1954 que la motrice X 2701 effectue sa première circulation près de Reichshoffen avant de partir pour Creil, le 23 du même mois, pour y être attelée à sa remorque. Les motrices X 2701 à 2720 et les remorques X 7701 à 7720 sont livrées à la SNCF entre mai 1954 et mars 1955.
Elles diffèrent des RGP 1 (X 2720, ou X 2770 en version TEE), construites et livrées dans la foulée, qui sont équipées d'un seul moteur comme le chiffre l'indique.

## Description

### Caractéristiques techniques

#### Motrice

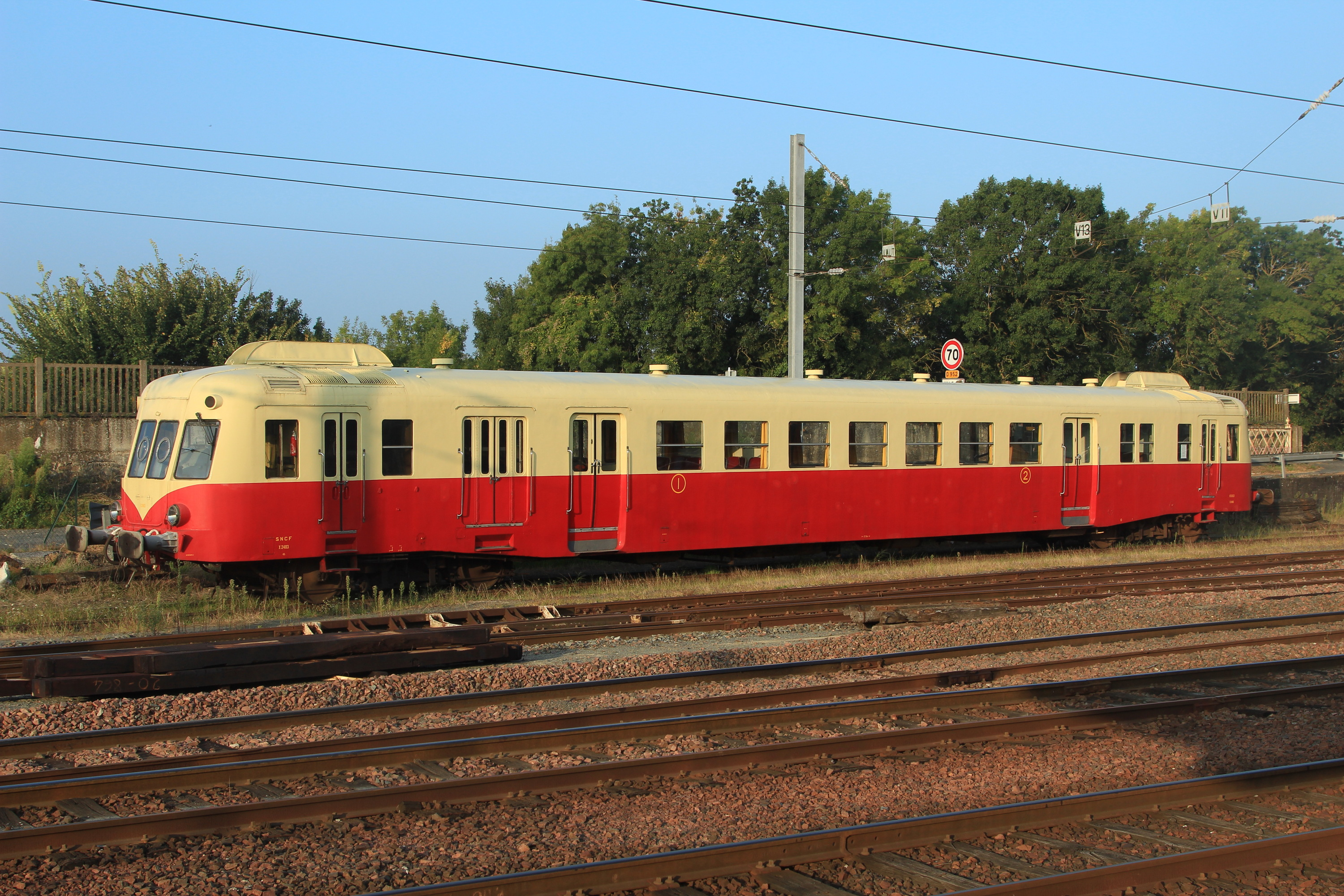
X 2403.

L'architecture des motrices est largement inspirée de celle des X 2400, même si leur longueur est un peu moins importante (26,630 m) mais la masse en ordre de marche plus élevée (45,5 t). Elles sont propulsées par deux moteurs Renault 517 G d'une puissance unitaire de 221 kW (300 ch) à la vitesse de 1 500 tr/min porté dans un second temps à 250 kW (340 ch). Le moteur est relié à une boîte de vitesses mécaniques à quatre rapports et inverseur qui entraîne les deux essieux du bogie correspondant, faisant ainsi des X 2700 des engins à adhérence totale.
.
La face frontale de la motrice opposée à la remorque est proche de celle des X 2400, le conducteur étant, comme sur ces autorails, installé à gauche du moteur et de la boîte de vitesses, exposé au bruit et aux odeurs. La face frontale côté remorque ne possède pas de poste de conduite mais une porte d'intercirculation permettant, grâce à un étroit couloir ménagé sur le côté du compartiment moteur, de se déplacer entre motrice et remorque.
Les motrices ne subissent au cours de leur carrière, que de très légères modifications techniques, comme l'apposition d'écrans pare-fumée de part et d'autre des échappements en toiture. Contrairement à d'autres séries, elles ne bénéficient pas d'une opération à « mi-vie » qui s'accompagne généralement de modifications et d'améliorations importantes.

#### Remorque

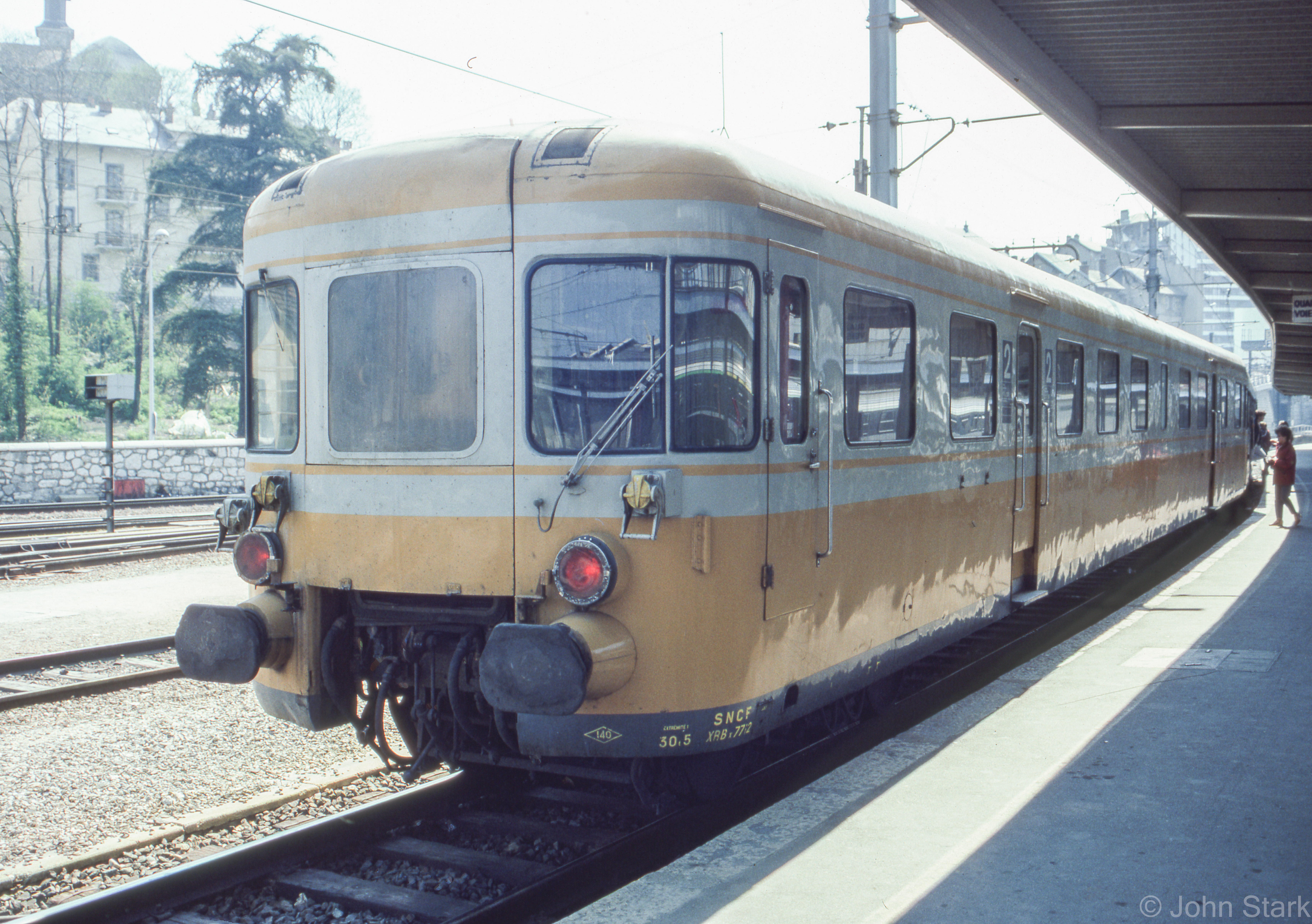
Remorque-pilote d'une RGP 1 avec le panneau de la partie centrale amovible, permettant l'attelage d'une remorque avec plateforme et soufflet.

La remorque-pilote, longue de 25,530 m a une masse totale en ordre de marche de 32,2 t. Elle est équipée d'une porte d'intercirculation à chacune de ses extrémités. Elle dispose d'un étroit poste de conduite situé dans l'angle gauche de la face opposée à la motrice, resserré entre la paroi latérale et l'intercirculation ; symétriquement à la cabine de conduite, dans l'angle droit, un local pour l'agent de train est aménagé. L'intercirculation est masquée par des panneaux assurant la continuité de la carrosserie quand elle n'est pas utilisée. Cette remorque est du même type que celle utilisée sur les RGP 1.

#### Composition des rames et jumelages
Motrice et remorque-pilote forment un ensemble indéformable. Il est toutefois possible d'accoupler deux rames par leurs remorques respectives ; dans cette configuration, la partie centrale de la face frontale des remorques en vis-à-vis au dessus de l'attelage est déposée et remplacée par une plateforme articulée et un soufflet permettant l'intercirculation entre les deux remorques (Voir photo). Plus rarement, seule une seconde motrice est attelée à la rame d'origine avec la même configuration. Une dernière option est l'accouplement de trois rames, constituant ainsi le maximum autorisé de six caisses pour ces autorails. Les RGP 2 peuvent aussi constituer des rames avec d'autres types d'engins : RGP 1 ou autorail d'une puissance supérieure à 243 kw. Dans tous les cas, chaque rame conserve son conducteur ; la communication se fait par signaux optiques et sonores sur le tableau de bord de chaque cabine de conduite, grâce à la ligne de train. (principe du jumelage).
La vitesse maximale des rames de RGP 2 seules était fixée à 124 km/h comme celle des X 2400 qui partagaient le même moteur et la même transmission. En convoi, c'est la vitesse limite la plus basse des éléments composant le train qui prévoyait.

### Aménagements intérieurs et livrées
Les motrices ont une capacité de 48 places assises et les remorques de 56 places en classe unique. Une cuisine installée dans la remorque permet d'assurer les repas à la place dans l'ensemble de la rame ; la gestion en est confiée à la Compagnie internationale des wagons-lits. Dans la motrice, un espace est destiné au stockage des bagages. Lors de leur mise en service, les rames sont en deuxième classe, passant en première classe en juin 1956 lorsque la SNCF supprime la troisième classe. En 1973, la SNCF constate la sous-utilisation de la première classe, liée aux modifications de services des RGP 2. L'aménagement intérieur est revu : la rame offre désormais 21 places de première classe et 113 de seconde classe, la motrice étant intégralement affectée à la seconde classe et la remorque dépourvue de sa cuisine.
La décoration d'origine des RGP 2 comporte un haut de caisse jaune paille et un bas de caisse ainsi qu'un pavillon vert olive clair, séparés par un jonc aluminium parfois remplacé, lors de remises en peinture, par un bandeau de peinture argentée. Ces couleurs valent aux rames le nom familier de « lézards verts ». À la fin de leur carrière, neuf d'entre elles revêtent la livrée orange et grise des turbotrains RTG ; il arrive alors que, au gré des recompositions de rames car motrice et remorque n'ont pas la même périodicité de maintenance, une motrice orange circule avec une remorque verte ou inversement.
La décoration initiale des rames, intérieure comme extérieure, est conçue par Paul Arzens.

## Carrière

### Dépôts titulaires
De 1954 à 1986, cinq dépôts ont compté des X 2700 à leur effectif.
Entre 1954 et 1955, toutes les RGP 2 sont mises en service à Lyon-Vaise.
Dès 1955, une dotation éphémère de trois unités est mutée à Metz-Sablons mais les engins retournent quelques mois plus tard à Lyon ou vont à Batignolles-Remblai, nouvelle affectation pour ces autorails. En 1959, Bordeaux reçoit son premier X 2700 en provenance de Batignolles qui ferme en 1963 en dont les autres unités de la série rejoignent Lyon. En 1964 c'est Marseille-Blancarde qui reçoit deux RGP 2 ; il les conserve jusqu'en 1969 où ces deux engins sont affectés à Bordeaux. Le parc de ce dépôt se renforce progressivement au détriment de celui de Lyon jusqu'en 1974 où il regroupe les vingt rames de la série.
C'est à Bordeaux que toutes les RGP 2 sont radiées entre le 31 décembre 1980 et le 29 novembre 1986.

### Services assurés

Lignes commerciales parcourues par les X 2700 - RGP 2 - (en gras souligné, les dépôts titulaires).

La première circulation officielle de l'X 2701 + XR 7701, qui relie Paris-Gare-de-Lyon à Saint-Étienne via Lyon-Perrache, a lieu le 12 mai 1954. Le lendemain, la même rame part de Lyon pour Bordeaux. Le 30 juin 1954 voit la circulation de la première RGP 2 entre Lyon-Perrache et Genève. Le 3 octobre 1954, les RGP 2 effectuent pour la première fois la relation Lyon - Strasbourg.
Les autorails X 2700 assurent aussi de grandes relations transversales comme les trains BI/IB (Bordeaux-Isère et Isère-Bordeaux) Bordeaux - Grenoble via Brive, Clermont-Ferrand et Lyon, Bordeaux - Genève - Lausanne via Brive et Lyon, Genève - Cerbère via Grenoble (Catalan), Avignon et Montpellier ou Lyon - Tours - Nantes puis Rennes. Les X 2770 monomoteur reprennent assez rapidement ces relations, ainsi que la ligne Bar-le-Duc - Metz - Sarrebruck - Francfort-sur-le-Main, que les RGP 2 assurent pendant quelques mois seulement. De Paris, ils vont vers l'ouest à Caen en desservant l'antenne de Dives-Cabourg et vers le nord à Dunkerque. 
Leur séjour à Marseille leur vaut d'établir une nouvelle relation, « La Tramontane », entre la cité phocéenne et Portbou via Montpellier, Narbonne et Perpignan. Le long de la côte varoise, ils vont jusqu'à Nice.
La mise en service des RGP 1 puis des turbotrains les chasse des lignes les plus prestigieuses. Le 17 décembre 1970, les autorails X 2700 bimoteurs du dépôt de Lyon-Vaise assurent pour la dernière fois la relation GB/BG (Genève - Bordeaux via Lyon, Montluçon et Limoges avec retour). Regroupés à Bordeaux, les X 2 700 assurent pendant plus de dix ans un service régional intensif dans un grand quart sud-ouest de la France. Elles prennent même en charge, en période estivale, la liaison entre Dax, Bayonne, Saint-Jean-Pied-de-Port et Irun, au prix de la traversée à vide de la forêt des Landes depuis Bordeaux.
Les dernières unités bordelaises sont définitivement retirées du service commercial le 17 septembre 1986.

## Modélisme
Les RGP 2 sont reproduites à partir d'août 2022 par Jouef à l'échelle HO en trois livrées vert olive, orange-argent et orange-gris « béton », chacune en version analogique ou numérique sonore.
REE Modèles propose à partir de début 2024, à l'échelle HO, quatre unités différentes des X 2700, deux en livrée vert olive et deux en livrée orange. Chaque modèle est disponible en version analogique, numérique sonore ou trois rails sonore,.
À l'échelle N, c'est l'allemand Arnold qui propose cinq versions de RGP 2, trois en livrée orange et version analogique, une en orange numérique sonore et une en vert olive numérique sonore.

## Rames conservées
Les X 2707 et 2714 sont conservées par la SNCF sous le nouveau numéro X 2700. Les remorques sont transformées en 1983 aux ateliers de Bordeaux, avec la dépose d'un groupe moteur et reprise de la face frontale correspondante ; attelées par l'extrémité ayant conservé son moteur, elles forment une rame indéformable reversée au parc Infra pour l'auscultation des voies (véhicule V4) et une nouvelle livrée blanc cassé et gris foncé avec bandeaux corail est appliquée. Les deux engins sont retirés du service en 2010 puis mis à la ferraille.
La X 2709 du Chemin de fer du Haut Forez (CFHF) a longtemps été préservée à Vers et Cahors par Quercyrail en circulant sur la ligne « Cahors-Capdenac ». Cet engin fut démotorisé et utilisé en voiture de restauration ferroviaire ; il conservera sa livrée d'origine verte et jaune mais les joncs décoratifs en aluminium seront remplacés par des bandeaux de peinture argentée.
La X 2716 est préservée par l'Association du train touristique du Pays Puisaye-Forterre (TTPPF/AATY) dans l'Yonne. Cette rame bénéficie d'une livrée particulière et des circulations avec restauration à bord, comme à l'origine, sont régulièrement effectuées.
La X 2719 est préservée par l'Association autorail Lorraine Champagne-Ardenne (ALCA) ; c'est la seule rame conservée dans sa livrée d'origine intégrale, avec les joncs décoratifs en aluminium.

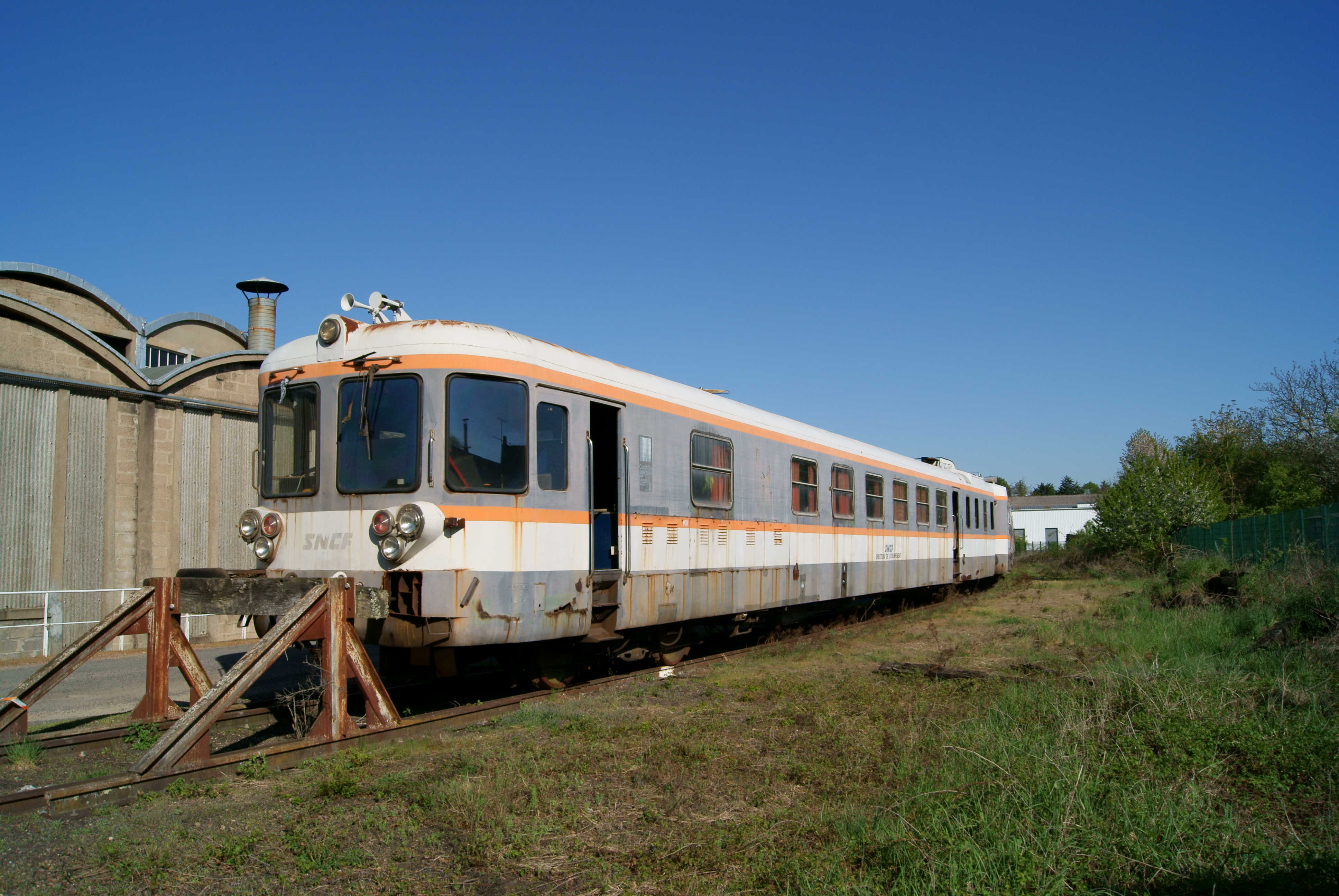
Rame X 2700 réformée pour auscultation des voies en 2011.
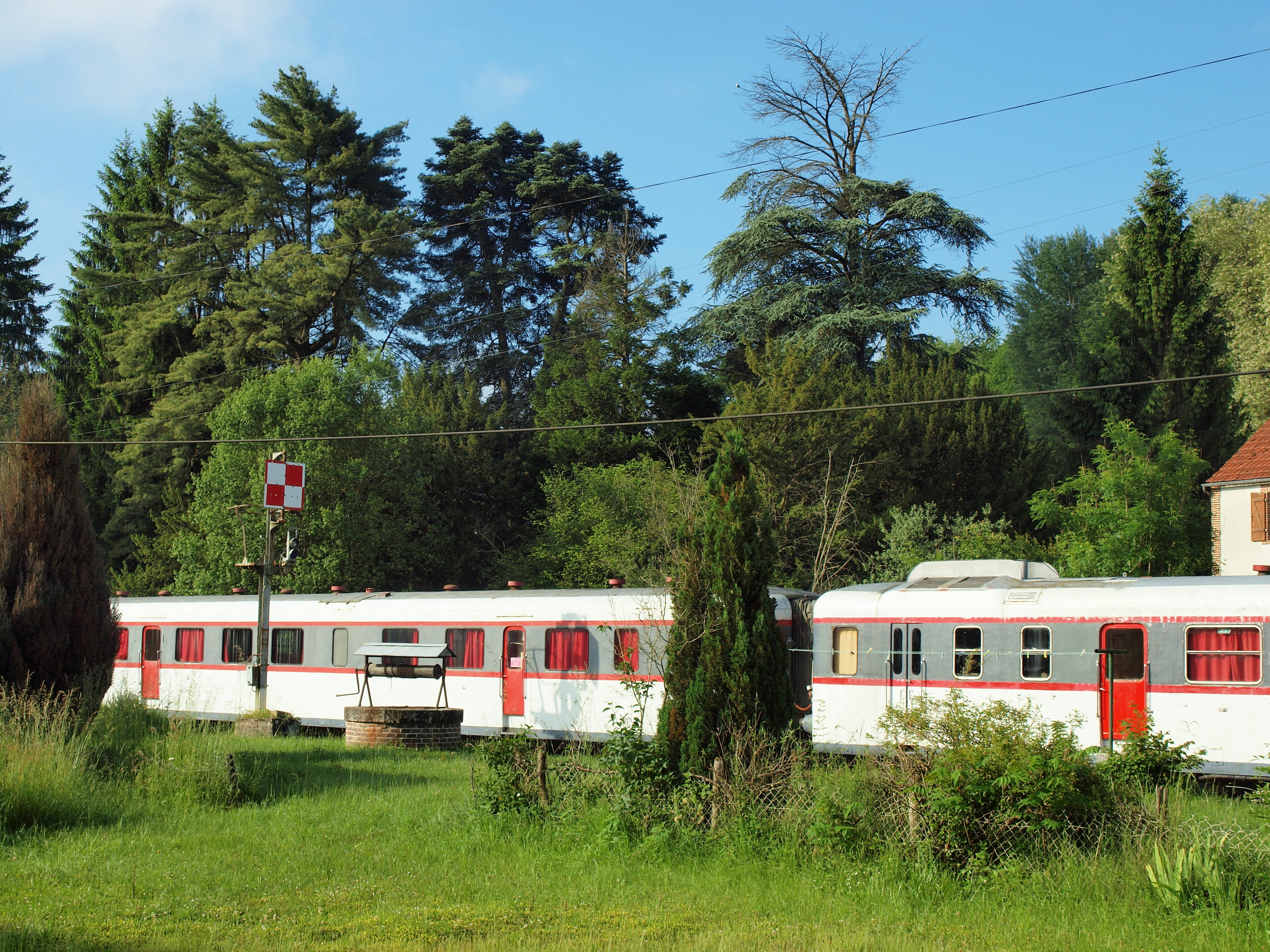
Rame X 2716 préservée du TTPPF/AATY pour des voyages touristiques.